# Calendario helénico

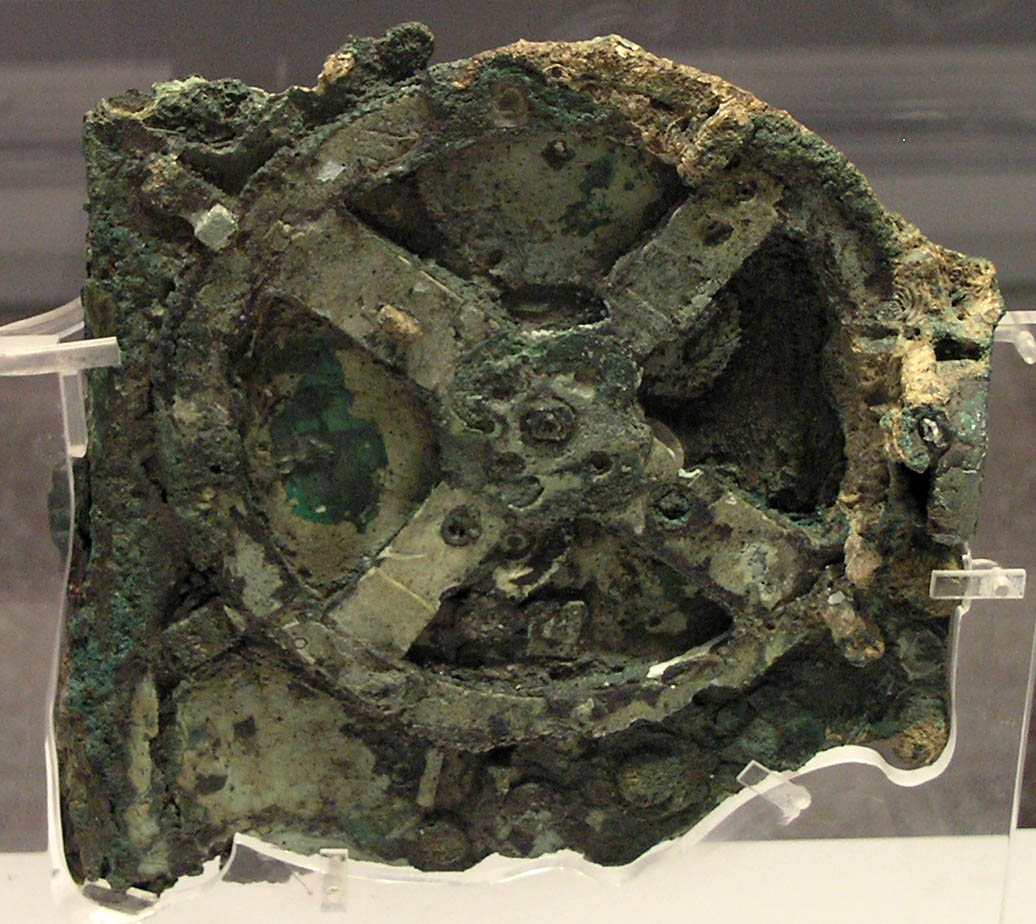
Fragmento principal de la máquina de Anticitera, una máquina para determinar el tiempo basándose en los movimientos del sol y de la luna, su relación (eclipses) y los movimientos de otros planetas y estrellas conocidos en esa época.

El calendario helénico o era olímpica fue el sistema de datación que usaban los antiguos griegos, pautados por un intervalo de cuatro años que mediaba con la celebración de los juegos olímpicos. Dentro del calendario helénico, el calendario ático es el más conocido. Se inició en 776 a. C. y finalizó hacia el inicio de la Edad Media.

## Calendarios griegos por región

### Etolia
Los meses del calendario de Etolia han sido presentados por Daux en 1932, y estaban basados en los argumentos de Nititisky de 1901, a su vez basados en el sincronismo de los documentos encontrados en Delos datados del segundo milenio a. C.
- Prokuklios - Προκύκλιος
- Athanaios - Ἀθαναίος
- Boukatios - Βουκάτιος
- Dios - Διός
- Euthaios - Ἑυθυαίος
- Homoloios - Ὁμολώιος
- Hermaios - Ἑρμαίος
- Dionusios - Διονύσιος
- Agueios - Ἀγύειος
- Hippodromos - Ἱπποδρόμιος
- Laphraios - Λαφραίος
- Panamos - Πάναμος

### Corintio
Los meses de la Antigua Corinto son conocidas por ser la consecuencia del mecanismo de Anticitera.
- Phoinikaios - Φοινικαίος
- Kraneios - Κράνειος
- Lanotropios, Heliotropios or Haliotropios -  Λανοτρόπιος
- Machaneus - Μαχανεύς
- Dodekateus - Δωδεκατεύς
- Eukleios - Εύκλειος
- Artemisios - Ἀρτεμίσιος
- Psydros - Ψυδρεύς
- Gamilios - Γαμείλιος
- Agrianios - Ἀγριάνιος
- Panamos - Πάναμος
- Apellaios - Απελλαίος

### Lócrida
Varios calendarios de Lócrida se grabaron a partir del siglo II a. C. El primer mes, Protos, corresponde al mes Boukatios de Delfos, y los meses restantes corresponden a los meses de Delfos. Algunos meses corresponden a diferentes ciudades de Lócrida, como por ejemplo Ámfisa, Physkos, Oianthea, Tritea y Tolophon.

### Rodas
En el calendario de Rodas:
- Agrianios - Ἀγριάνιος
- Badromios - Βαδρόμιος
- Theudasios - Θευδάσιος
- Dalios - Δάλιος
- Artamitios - Ἀρταμίτιος
- Panamos and Panamos embolimos - Πάναμος
- Pedageitnyos - Πεδαγειτνύος
- Hyacynthios - Ὑακίνθιος
- Karneios - Κάρνειος
- Thesmophorios - Θεσμοφόριος
- Sminthios - Σμίνθιος
- Diosthyos - Διόσθυος

### Tesalia
El calendario de Tesalia fue estandarizado solamente en la era romana, cuando previa las polis tenían sus propios calendarios basados en festivales.
- Itonios - Ἰτῶνιος
- Panemos - Πάνημος
- Themistios - Θεμίστιος
- Agagylios - Ἀγαγύλιος
- Apollonios - Ἀπολλῶνιος
- Hermaios - Ἑρμαῖος
- Leschanorios - Λεσχανόριος
- Aphrios - Ἂφριος
- Thyios - Θυίος
- Homoloios - Ὁμολῶιος
- Hippodromios - Ἱπποδρόμιος
- Phyllikos - Φυλλικός